# طغرل بوظان
طغرل بوظان مجهول تاريخ الميلاد وتوفي 1052، وهو حاكم من حكام الدولة الغزنوية.
بعدما تولى السلطان عبد الرشيد الحكم عمل على تعزيز وضع الغزنويين في الهند وتحسينه، وقام السلطان عبد الرشيد بتعين طغرل بوظان قائده للجيش، وأوكل إليه مهمة إيقاف السلاجقة، وقد هزم طغرل السلاجقة في 1051 واستولى على سيستان، وبعدها اتجه نحو غزنه وقام بقتل عبد الرشيد ومعه أحد عشر وليًا للعهد، وأصبح حاكم الغزنويين، وقد استطاع ثلاثة من الأمراء النجاة من تلك المذبحة وهم فرروح زاد، وإبراهيم وشجاع. وعندما استطاع أحد غلمان مسعود قتل طغرل بالخنجر أصبح الأمراء الثلاثة في أمان. وقد بقى طغرل حاكما للغزنويين ما بين 40 إلى 57 يوم تقريبا. وبعد ذلك إجتمع القادة الغزنويون وإختاروا الأمير فرروح زاد للحكم. وقد تم فتح تحقيق وقُبض على الأشخاص الذين لعبوا دورًا في قتل السلطان عبد الرشيد وتم كشفهم وقتلوا.